# Гарячі голови! Частина 2
«Гарячі голови! Частина 2» — американська пародійна комедія за участі Чарлі Шина, Валерії Голіно, Ллойда Бріджеса. Режисер — Джим Абрахамс. Продовження фільму «Гарячі голови».

## Сюжет
Пілот-ас Топпер Харлей залишив службу і живе в далекому тхеравадинському буддиському монастирі, де знаходить гармонію всередині себе. Але країні знову потрібен герой. І він з небажанням залишає улюблених своїх монахів та повертається на службу. Йому доручають таємне завдання з рятування заручників з лап Саддама Хусейна.

## Актори
- Чарлі Шин — Топпер Харлі
- Мартін Шин — Капітан Віллард
- Бренда Баккі — Мішель
- Мігель Феррер — Гарбінгер
- Валерія Голіно — Ромада
- Ллойд Бріджес — Президент Бенсон
- Кевін Данн
- Вільям О'Лірі
- Єфрем Цимбаліст молодший
- Білл Ірвін
- Джералд Окамура
- Ровен Аткінсон
- Річард Кренна

## Пародійовані фільми
- Рембо: Перша кров, частина ІІ;
- Апокаліпсис сьогодні;
- Леді та Блудько;
- Касабланка;
- Термінатор 2: Судний день;
- Космічні яйця;
- Гармати острова Наварон;
- Основний інстинкт;
- Зоряні війни